# Мультиманія
«Мультиманія» (англ. Animaniacs) — американський комедійний мультиплікаційний серіал про сімейку Уорнер, створений компанією Warner Bros. Прем'єра відбулася 13 вересня 1993 року. Крім Якко, Вакко та Дот Ворнер, у цьому серіалі є інші герої (наприклад Пінкі та Брейн).

## Українська озвучка
- Роман Юрійович Чупіс – Якко та Вакко
- Наталія Олександрівна Денисенко – Дот
- Катерина Буцька – Дот (деякі епізоди)
- Катерина Брайковська – Дот (деякі епізоди)